# Савонлинна
Са́вонлинна (до революции — Нейшлот, фин. Savonlinna, швед. Nyslott — Нюслот) — город и муниципалитет в Южном Саво в Восточной Финляндии, ранее в Нейшлотском уезде Выборгской губернии. 
Город и муниципалитет расположен в восточной части исторической области Саво (фин. Itä-Savo), на островах озёр Сайменской водной системы.

## История
До конца XIII века территория города входила в состав владений Господина Великого Новгорода, затем была завоевана шведами.

### Шведское королевство
Савонлинна — одно из древнейших поселений в Финляндии. История города тесно связана с крепостью Олавинлинна (по-шведски Олафсборг — в честь Святого Олафа — конунга-крестителя Норвегии), построенной в 1475 году Эриком Аксельсоном Тотт. Она была заложена шведами в 1475 году и названа Нюслотт (швед. Nyslott, «новый замок»). Тогда же вокруг крепости возникло одноимённое поселение. В русских документах последующее переименование не отразилось, и крепость вплоть до XIX столетия по-прежнему звали «Нейшлот».
В 1534 году Олавинлинна становится центром провинции Саво и в ней проводятся масштабные работы по обновлению укреплений. В 1639 году Нюслотт получил права города.
Во время Северной войны 29 июля 1714 года Нюслотт после шестинедельной осады был взят русскими войсками. Однако по условиям Ништадтского мира в 1721 году его вернули Швеции. С 1723 года город.
В ходе русско-шведской войны 1741—1743 годов, 7 августа 1742 года, город был снова взят русскими войсками. В 1743 году был заключен Абоский мир, по которому крепость отошла к России вместе с южной частью района Саво (Старая Финляндия). Возвращённые территории были присоединены к Выборгской провинции, которая стала Выборгской губернией, выделившись из Санкт-Петербургской губернии.

### Российская империя (1743—1917)

#### Выборгская (Финляндская) губерния (1743—1811)
В Российской империи город пребывал под названием Нейшло́т.
В 1788 году, в ходе русско-шведской войны 1788—1790 годов, выдержал осаду шведских войск.
В июле 1788 года 36-тысячная шведская армия во главе с самим королём Густавом III перешла русскую границу в Финляндии. В первые дни войны шведы осадили крепость Нейшлот. Густав III прислал ультиматум коменданту крепости однорукому майору Кузьмину, в котором требовал немедленно открыть крепостные ворота и впустить шведов. На это майор ответил королю: «Я без руки и не могу отворить ворота, пусть его величество сам потрудится».Гарнизон Нейшлота составлял всего 230 человек, однако в течение всей войны шведы так и не сумели взять Нейшлот, лишь разграбили бедные и малозаселённые окрестности. Императрица Екатерина высмеяла эта нападение в комической опере «Горебогатырь Косометович».
В этой связи Екатерина II писала Григорию Потёмкину:«По двудневной стрельбе на Нейшлот шведы пошли грабить Нейшлотский уезд. Я у тебя спрашиваю, что там грабить можно? […] Своим войскам в Финляндии и шведам (Густав) велел сказать, что он намерен превосходить делами и помрачать Густава Адольфа и окончить предприятия Карла XII. Последнее сбыться может, понеже сей начал разорение Швеции».
После окончания войны в 1790-х годах замок подвергся реконструкции в рамках руководимого А. В. Суворовым грандиозного проекта по укреплению северо-западных подступов к Санкт-Петербургу. В то время к нему с наиболее угрожаемых сторон были пристроены каменные бастионы. В дальнейшем замок в боевых действиях не участвовал. Комендантом Нейшлота в период с 26 декабря 1800 года по 8 февраля 1802 года был генерал-лейтенант Василий Иванович Брозин
Уже после следующей русско-шведской войны 1808—1809 годов (которая стала последней войной между Россией и Швецией) Нейшлот оказался в глубоком тылу и окончательно потерял свое военное значение.

#### Великое княжество Финляндское (1811—1917)
В 1811 году Нейшлот вместе со всей Выборгской губернией был присоединён к Великому княжеству Финляндскому, где впоследствии вошел в состав Санкт-Михельской губернии.
В июле 1812 года во время пожара в городе было разрушено 19 домов.
В 1847 году Олафсборг был исключен из числа крепостей. Несколько лет замок пытались использовать в качестве тюрьмы, но для этого он оказался неудобен. В итоге, еще в XIX веке его передали городским властям, которые отреставрировали его и превратили в туристический объект.
В 1903-1904 гг. Нейшлот посетил известный русский фотограф С. М. Прокудин-Горский, сделавший несколько снимков города и крепости. В 1909 году в Нейшлоте проживало 2 852 жителя. На 1912 год в городе проживало 4 359 жителей, и имелись лютеранская и православные церкви, четыре учебных заведений с 676 учениками, в том числе один мужской лицей и женская школа среднего типа.
С конца 1917 года — в составе независимой Финляндии.

### Финляндия
В годы Зимней войны и последующей Советско-финской войны город подвергался советским бомбардировкам. В конце Зимней войны, 1 марта 1940 года, во время налётов советской авиации был сильно повреждён кафедральный собор.
В 1973 году община Сяаминки была упразднена, и основная её часть была объединена с Савонлинной. В 2009 году муниципалитет Савонранта объединился с Савонлинной.

## Население
На 2018 год население города составляет 31 823  человек. Население занято главным образом в сфере услуг и на транспорте.

### Язык
Основным языком является финский. Инициатива шести муниципалитетов — Тохмаярви, Иматра, Лаппеэнранта, Пуумала, Миккели и Савонлинна, ходатайствующих о 5-летнем проекте, в рамках которого в школах этих муниципалитетов было бы возможно заменить изучение шведского языка изучением русского языка, начиная с 7-го класса, не нашла полного одобрения в правительстве.

## Образование
В городе находится одна из лучших в Финляндии художественных гимназий — Художественная гимназия Савонлинны (фин. Savonlinnan taidelukio).

## Транспорт
Железной дорогой Савонлинна связана с Куопио, Пиексямяки, Лаппеенрантой, Хельсинки; автодорогами также с Миккели и Йоэнсу. В настоящее время (примерно с 2010 года) прямое железнодорожное сообщение с Пиексямяки (соответственно с Куопио) прекращено в связи с выводом из эксплуатации участка пути Савонлинна - Пиексямяки. Судоходство по озёрам Сайменской системы. В 15 км к северу от центра города вдоль дороги Энонкоскентие находится аэропорт.

## Достопримечательности
Савонлинна — курортный город. На острове возле Савонлинны расположена средневековая шведская Крепость Олавинлинна (крепость Святого Олафа, 1475), где ежегодно (с 1912) проводится международный оперный фестиваль.
В окрестностях Савонлинны находится одна из крупнейших в мире деревянных церквей (в Керимяки), а также музей леса «Лусто» и центр искусств «Ретретти» (в Пункахарью) и усадьба «Раухалинна».

## Известные личности
- Эрик Лаксман (1737—1796) — российский учёный и путешественник шведского происхождения; химик, ботаник, географ — родился в Савонлинне.
- Paavoharju — музыкальный коллектив, созданный в 2001 году.
- Фёдор Иванович Толстой (Граф Толстой-Американец) — Император Александр I запретил ему въезд в столицу, поэтому прямо у городской заставы Толстого арестовали и отправили в гауптвахту, а после — на службу в крепость Нейшлот.

## Города-побратимы
- Аурборг, Исландия
- Арендаль, Норвегия
- Детмольд, Германия
- Кальмар, Швеция
- Силькеборг, Дания
- Торжок, Россия